# Штец, Иоахим
Иоахим Штец (нем. Joachim Steetz, 1804 — 1862) — немецкий ботаник.      

## Биография
Иоахим Штец родился в 1804 году. 
Штец жил в Гамбурге. Он также работал в Австралии. В 1845 году Иоахим Штец опубликовал Plantae Preissianae. Штец собрал большой гербарий из различных источников. Этот гербарий (возможно, состоящий из 5000 экземпляров) был куплен после его смерти Фердинандом Мюллером для MEL herbarium. 
Иоахим Штец умер в 1862 году.  

## Научная деятельность
Иоахим Штец специализировался на семенных растениях. 

## Некоторые публикации
- 1853. Die Familie der Tremandreen und ihre Verwandtschaft zu der Familie der Lasiopetaleen
- 1857. Enumeration of the Compositae of the Island of Hongkong. Ed. Lovell Reeve. 12 pp.

## Названы в честь И. Штеца
- Steetzia Lehm., 1846, nom. nov. [syn.  Pallavicinia Gray, 1821, nom. cons.]
- Steetzia Sond., 1853, nom. illeg. [syn.  Olearia Moench, 1802, nom. cons.]